# مارغوت بيك غوهرينغ
مارغوت بيك غوهرينغ (بالألمانية: Margot Becke-Goehring)‏ (10 حزيران/يونيو 1914 في ألنشتاين- 14 تشرين الثاني/نوفمبر 2009 في هايدلبرغ) أستاذة في الكيمياء غير العضوية بجامعة هايدلبرغ وأول امرأة تتقلد منصب رئيسة جامعة في ألمانيا الغربية (جامعة هايدلبرغ). كانت غوهرينغ أيضًا مديرة معهد جميلين للكيمياء غير العضوية التابع لجمعية ماكس بلانك والذي حررت له كتاب Gmelins Handbuch der anorganischen Chemie. درست الكيمياء في هاله (سال) ومينوخ، وحصلت على شهادة الدكتوراه وشهادة التأهل للأستاذية من جامعة هاله. حازت على جائزة ألفريد شتوك التذكارية تكريمًا على بحوثها في كيمياء عناصر المجموعة الرئيسية. أبرز مساهماتها في الكيمياء غير العضوية هي عملها في تركيب وبنية بولي (نيتريد الكبريت)، الذي اكتُشف لاحقًا ليكون أول موصل فائق غير معدني. ولنجاحها في تحرير كتاب جميلين Gmelins Handbuch der anorganischen Chemie، حصلت على عملة جميلين -بيلشتين التذكارية.

## حياتها
أنهت بيك غوهرينغ امتحانات الثانوية في إرفورت في عام 1933.درست الكيمياء في هاله (سال) وميونيخ. حصلت على شهادة الدكتوراه في عام 1938. في عام 1944، حصلت على شهادة التأهل للأستاذية في معهد كارل زيغلر في جامعة هاله. بعد الحرب العالمية الثانية، تم إجلاؤها من قبل الحكومة العسكرية الأمريكية إلى منطقة الاحتلال الأمريكية. في عام 1946، بدأت تعمل كمحاضر في الكيمياء غير العضوية في جامعة هايدلبرغ. بسبب الدمار الذي لحق بألمانيا بعد الحرب العالمية الثانية، كان عليها أن تدون محاضراتها بناءً على ما تتذكره وما استطاعت اختباره في مختبر الكيمياء. في العالم 1947، أصبحت بروفسيورة غير عادية (غير متفرغة)، وترقت لتصبح أستاذة متفرغة في 1959. كان من بين طلاب الدكتوراه الذين درستهم ليسلوت فيكيس ورولف أبيل.
من 1966 إلى 1969، كانت أول رئيسة لجامعة في ألمانيا الغربية.وساعدت في صياغة قانون BAFöG، وهو القانون الذي ينظم دعم الدولة لتعليم الطلاب في ألمانيا. حدثت حركة الطلاب الألمان عام 1968 أثناء فترة عملها كرئيس جامعة. أثناء ذلك، حرمت هورست ماهلر الذي شارك في الحركة الطلابية الألمانية، من المحاضرة في الجامعة. عطلت الحركة الطلابية -وما نجم عنها من أعمال الشغب- إصلاحات الجامعة التي كانت قد استهلتها غوهرينغ لمعالجة المشاكل المالية والعيوب في المباني في السنوات الأولى من ارتفاع معدل التحاق الطلاب بالجامعة. أصدرت اللجنة الجامعية دستورًا أساسيًا جديدًا للجامعة لا يتفق وآراء بيك غوهرينغ حول التدريس والبحث المجاني وغير القابل للتسييس. بعد هذا التغيير الكبير، استقالت غوهرينغ من منصب رئيس الجامعة، واستقالت كموظفة مدنية وغادرت الجامعة في عام 1969. في نفس العام، أصبحت مديرة معهد جميلين للكيمياء غير العضوية التابع لجمعية ماكس بلانك في فرانكفورت حيث كانت مسؤولة عن كتاب جميلين. بقيت مديرة للمعهد حتى تقاعدها في عام 1979. عملت أيضًا رئيسة للمجلس العلمي لجمعية ماكس بلانك، وعضو مجلس إدارة جمعية الكيميائيين الألمان، وعضوًا في المجلس الإشرافي لباير إيه جي. تزوجت من الكيميائي الصناعي الدكتور فريدريش بيك.

## أبحاثها
في البداية نشرت تحت اسم غوهرينغ وبعدها غيرت اسمها لـ بيك غوهرينغ، كتبت أبحاثًا في كيمياء عناصر المجموعة الرئيسية. تركزت أبحاثها الأولى على أحماض الأكسجين الكبريتي وهاليد الكبريت. في وقت لاحق، اهتمت بشكل خاص بمركبات الكبريت والنيتروجين والفوسفور والنيتروجين. أثار عملها وبحثها في S4N4 عقودًا من البحث حول هذه الحلقة المغايرة غير العضوية وغير التقليدية قوية التفاعل. كانت أيضًا قادرة على تحديد بنية وتركيب وكيمياء بولي (نيتريد الكبريت) الذي تبين لاحقًا أنه أول موصل فائق غير معدني. بالإضافة إلى ذلك، عملت على حلقات الأنظمة المكونة من ثمانية أعضاء  N4S4F4)و heptasulfur imide S7NH )، وعلى حلقات الأنظمة مكونة من ستة أعضاء مثل N3S3X3 (X=F,Cl) و N3[S(O)Cl]، وعلى حلقات الأنظمة التي تحتوي على ذرات الكبريت والنتروجين والأكسجين والكربون. أجرت بحوثًا مكثفة حول تفاعلات PCl5 مع كلوريد نيتريد الفوسفور (على سبيل المثال P3NCl12)، حيث أمكن لها عزل وتمييز عدة مراحل وسيطة بين التفاعلات. علاوة على ذلك، أجرت بحوثًا على كبريتيد الفوسفور ومركبات كبريت الفوسفور الأخرى في سبعينيات القرن الماضي.

## العرفان والتقدير
لأبحاثها في مجال الكيمياء غير العضوية، حصلت على جائزة ألفريد شتوك التذكارية في عام 1961. كمحصلة لإنجازاتها العديدة، كانت أيضًا عضوًا في ثلاث أكاديميات للعلوم: الأكاديمية الألمانية للعلوم ليوبولدينا، أكاديمية هايدلبرغ للعلوم والعلوم الإنسانية، وأكاديمية العلوم في غوتينغن. حازت الدكتوراه الفخرية من جامعة شتوتغارت. عن عملها في كتاب Gmelins Handbuch der anorganischen Chemie، حصلت على عملة جميلين بيلشتين التذكارية في عام 1980. في عام 2017، بدأت جامعة هايدلبرغ سلسلة محاضرات في ذكراها.

## روابط خارجية
- مارغوت بيك غوهرينغ على موقع مونزينجر (الألمانية)